# Tajvan a 2008. évi nyári olimpiai játékokon
Tajvan a kínai Pekingben megrendezett 2008. évi nyári olimpiai játékok egyik részt vevő nemzete volt. Az országot az olimpián 15 sportágban 79 sportoló képviselte, akik összesen 4 érmet szereztek.

## Érmesek
| Érem  | Versenyző     | Sportág    | Versenyszám      |
| ----- | ------------- | ---------- | ---------------- |
| Bronz | Chen Wei-Ling | Súlyemelés | Női 48 kg        |
| Bronz | Lu Ying-Chi   | Súlyemelés | Női 63 kg        |
| Bronz | Chu Mu-Yen    | Taekwondo  | Férfi légsúly    |
| Bronz | Sung Yu-Chi   | Taekwondo  | Férfi pehelysúly |

## Asztalitenisz

### Férfi
| Versenyző        | Versenyszám | Selejtező         | 64-es főtábla     | 48-as főtábla                                            | 32-es főtábla                                              | Nyolcaddöntő      | Negyeddöntő       | Elődöntő          | Döntő             | Helyezés |
| Versenyző        | Versenyszám | Ellenfél Eredmény | Ellenfél Eredmény | Ellenfél Eredmény                                        | Ellenfél Eredmény                                          | Ellenfél Eredmény | Ellenfél Eredmény | Ellenfél Eredmény | Ellenfél Eredmény | Helyezés |
| ---------------- | ----------- | ----------------- | ----------------- | -------------------------------------------------------- | ---------------------------------------------------------- | ----------------- | ----------------- | ----------------- | ----------------- | -------- |
| Chuan Chih-Yuan  | Egyes       |                   |                   |                                                          | Yang Zi (SIN) · 12-14, 11-7, 8-11, 11-7, 11-5, 7-11, 10-12 | kiesett           | kiesett           | kiesett           | kiesett           | 17.      |
| Chiang Peng-Lung | Egyes       |                   |                   | Kim Hjokbong (PRK) · 7-11, 11-8, 8-11, 11-7, 4-11, 10-12 | kiesett                                                    | kiesett           | kiesett           | kiesett           | kiesett           | 33.      |

#### Csapat
- Chang Yen-Shu
- Chiang Peng-Lung
- Chuan Chih-Yuan

C csoport
| Csapat     | JM | GY | V | GyJ | VJ | PT |
| ---------- | -- | -- | - | --- | -- | -- |
| Dél-Korea  | 3  | 3  | 0 | 28  | 15 | 6  |
| Tajvan     | 3  | 2  | 1 | 28  | 23 | 4  |
| Svédország | 3  | 1  | 2 | 21  | 21 | 2  |
| Brazília   | 3  | 0  | 3 | 10  | 28 | 0  |

| Tajvan (TPE) | 3 – 1 | Brazília |

| Tajvan (TPE) | 3 – 2 | Svédország |

| Dél-Korea (KOR) | 3 – 1 | Tajvan |

Vigaszág első kör
| Hongkong (HKG) | 3 – 0 | Tajvan |

| Csapat | Helyezés |
| ------ | -------- |
| Tajvan | 7.       |

### Női
| Versenyző   | Versenyszám | Selejtező                                        | 64-es főtábla                                      | 48-as főtábla                                     | 32-es főtábla     | Nyolcaddöntő      | Negyeddöntő       | Elődöntő          | Döntő             | Helyezés |
| Versenyző   | Versenyszám | Ellenfél Eredmény                                | Ellenfél Eredmény                                  | Ellenfél Eredmény                                 | Ellenfél Eredmény | Ellenfél Eredmény | Ellenfél Eredmény | Ellenfél Eredmény | Ellenfél Eredmény | Helyezés |
| ----------- | ----------- | ------------------------------------------------ | -------------------------------------------------- | ------------------------------------------------- | ----------------- | ----------------- | ----------------- | ----------------- | ----------------- | -------- |
| Huang I-Hua | Egyes       |                                                  | Andrea Bakula (CRO) · 11-9, 11-6, 11-7, 9-11, 11-9 | Xia Lian Ni (LUX) · 6-11, 11-5, 4-11, 11-13, 7-11 | kiesett           | kiesett           | kiesett           | kiesett           | kiesett           | 33.      |
| Pan Li-Chun | Egyes       | Sajmá Abd el-Azíz (EGY) · 11-4, 11-4, 11-2, 11-1 | Melek Hu (TUR) · 11-9, 9-11, 4-11, 8-11, 6-11      | kiesett                                           | kiesett           | kiesett           | kiesett           | kiesett           | kiesett           | 49.      |

## Atlétika
Férfi
| Versenyző    | Versenyszám | Eredmény | Helyezés |
| ------------ | ----------- | -------- | -------- |
| Wu Wen-Chien | Maraton     | 2:26:55  | 59.      |

| Versenyző        | Versenyszám | Selejtező | Selejtező | Döntő    | Döntő    |
| Versenyző        | Versenyszám | Eredmény  | Helyezés  | Eredmény | Helyezés |
| ---------------- | ----------- | --------- | --------- | -------- | -------- |
| Chang Ming-Huang | Súlylökés   | 17,43 m   | 40.       | kiesett  | kiesett  |

Női
| Versenyző     | Versenyszám | Selejtező | Selejtező | Döntő    | Döntő    |
| Versenyző     | Versenyszám | Eredmény  | Helyezés  | Eredmény | Helyezés |
| ------------- | ----------- | --------- | --------- | -------- | -------- |
| Lin Chia-Ying | Súlylökés   | 16,32 m   | 28.       | kiesett  | kiesett  |

## Baseball
| #          | Poz. | Név               | Születési idő                    | Klub                              |
| ---------- | ---- | ----------------- | -------------------------------- | --------------------------------- |
| 12         | P    | Lee Cheng-Chang   | 1986. október 21. (21 évesen)    | Taipei Physical Education College |
| 17         | P    | Tsao Chin-Hui     | 1981. június 2. (27 évesen)      | MLB free agent                    |
| 18         | P    | Pan Wei-Lun       | 1982. március 5. (26 évesen)     | Uni-President Lions               |
| 19         | P    | Lo Chia-Jen       | 1986. április 7. (22 évesen)     | Chinese Culture University        |
| 21         | P    | Chen Wei-Yin      | 1985. július 21. (23 évesen)     | Chunichi Dragons                  |
| 36         | P    | Ni Fu-Te          | 1982. november 14. (25 évesen)   | Chinatrust Whales                 |
| 46         | P    | Yang Chien-Fu     | 1979. április 22. (29 évesen)    | Sinon Bulls                       |
| 81         | P    | Hsu Wen-hsiung    | 1978. december 5. (29 évesen)    | La New Bears                      |
| 96         | P    | Cheng Kai-Wen     | 1988. július 26. (20 évesen)     | Chinese Culture University        |
| 99         | P    | Chang Chih-Chia   | 1980. május 6. (28 évesen)       | La New Bears                      |
| 27         | C    | Yeh Chun-Chang    | 1972. október 25. (35 évesen)    | Sinon Bulls                       |
| 34         | C    | Kao Chih-kang     | 1981. február 7. (27 évesen)     | Uni-President Lions               |
| 41         | C    | Chen Feng-Min     | 1977. október 29. (30 évesen)    | La New Bears                      |
| 6          | IF   | Shih Chih-wei     | 1977. augusztus 4. (31 évesen)   | La New Bears                      |
| 7          | IF   | Kuo Yen-Wen       | 1988. október 25. (19 évesen)    | Gulf Coast Reds                   |
| 11         | IF   | Chiang Chih-Hsien | 1988. február 21. (20 évesen)    | Lancaster JetHawks                |
| 23         | IF   | Peng Cheng-Min    | 1978. augusztus 6. (30 évesen)   | Brother Elephants                 |
| 31         | IF   | Lin Chih-Sheng    | 1982. január 1. (26 évesen)      | La New Bears                      |
| 49         | IF   | Chang Tai-Shan    | 1976. október 31. (31 évesen)    | Sinon Bulls                       |
| 24         | OF   | Lin Che-Hsuan     | 1988. szeptember 21. (19 évesen) | Greenville Drive                  |
| 28         | OF   | Lo Kuo-Hui        | 1985. szeptember 26. (22 évesen) | High Desert Mavericks             |
| 52         | OF   | Chen Chin-feng    | 1977. október 28. (30 évesen)    | La New Bears                      |
| 55         | OF   | Pan Wu-hsiung     | 1981. március 11. (27 évesen)    | Uni-President Lions               |
| 66         | OF   | Chang Chien-Ming  | 1980. július 27. (28 évesen)     | Sinon Bulls                       |
| Vezetőedző |      |                   |                                  |                                   |
| 2          |      | Hung I-Chung      |                                  |                                   |

- Kor: 2008. augusztus 13-i kora

### Eredmények
Csoportkör
| Csapat           | M | Gy | V | P+ | P– | Pk  |
| ---------------- | - | -- | - | -- | -- | --- |
| Dél-Korea        | 7 | 7  | 0 | 41 | 22 | +19 |
| Kuba             | 7 | 6  | 1 | 52 | 23 | +29 |
| Egyesült Államok | 7 | 5  | 2 | 40 | 22 | +18 |
| Japán            | 7 | 4  | 3 | 30 | 14 | +16 |
| Tajvan           | 7 | 2  | 5 | 29 | 33 | –4  |
| Kanada           | 7 | 2  | 5 | 29 | 20 | +9  |
| Hollandia        | 7 | 1  | 6 | 9  | 50 | –41 |
| Kína             | 7 | 1  | 6 | 14 | 60 | –46 |

| 2008. augusztus 13. 10:30 |  | Tajvan (TPE) | 5–0 | Hollandia |  |  |
| 2008. augusztus 13. 10:30 |  |              |     |           |  |  |

| 2008. augusztus 14. 20:00 |  | Tajvan (TPE) | 1–6 | Japán |  |  |
| 2008. augusztus 14. 20:00 |  |              |     |       |  |  |

| 2008. augusztus 15. 10:30 |  | Kína (CHN) | 8–7 | Tajvan |  |  |
| 2008. augusztus 15. 10:30 |  |            |     |        |  |  |

| 2008. augusztus 16. 11:30 |  | Kuba (CUB) | 1–0 | Tajvan |  |  |
| 2008. augusztus 16. 11:30 |  |            |     |        |  |  |

| 2008. augusztus 18. 11:30 |  | Tajvan (TPE) | 8–9 | Dél-Korea |  |  |
| 2008. augusztus 18. 11:30 |  |              |     |           |  |  |

| 2008. augusztus 19. 19:00 |  | Egyesült Államok (USA) | 4–2 | Tajvan |  |  |
| 2008. augusztus 19. 19:00 |  |                        |     |        |  |  |

| 2008. augusztus 20. 18:00 |  | Kanada (CAN) | 5–6 | Tajvan |  |  |
| 2008. augusztus 20. 18:00 |  |              |     |        |  |  |

| Csapat | Helyezés |
| ------ | -------- |
| Tajvan | 5.       |

## Cselgáncs
Női
| Versenyző      | Versenyszám | Selejtező                        | Nyolcaddöntő                      | Negyeddöntő                        | Elődöntő          | Vigaszág első kör | Vigaszág negyeddöntő            | Vigaszág elődöntő | Bronz- mérkőzés   | Döntő             | Helyezés |
| Versenyző      | Versenyszám | Ellenfél Eredmény                | Ellenfél Eredmény                 | Ellenfél Eredmény                  | Ellenfél Eredmény | Ellenfél Eredmény | Ellenfél Eredmény               | Ellenfél Eredmény | Ellenfél Eredmény | Ellenfél Eredmény | Helyezés |
| -------------- | ----------- | -------------------------------- | --------------------------------- | ---------------------------------- | ----------------- | ----------------- | ------------------------------- | ----------------- | ----------------- | ----------------- | -------- |
| Shih Pei-Chun  | Harmatsúly  |                                  | Solpan Kalijeva (KAZ) · 0020-0021 | kiesett                            | kiesett           |                   |                                 |                   |                   |                   | 15.      |
| Wang Chin-Fang | Váltósúly   | Johanna Ylinen (FIN) · 1011-0000 | Devu Thapa (NEP) · 1000-0000      | Driulis González (CUB) · 0000-0010 |                   |                   | Claudia Heill (AUT) · 0010-1010 | kiesett           | kiesett           |                   | 9.       |

## Evezés
Férfi
| Versenyző     | Versenyszám  | Előfutam | Előfutam | Középdöntő | Középdöntő | Elődöntő | Elődöntő | Elődöntő | Döntő | Döntő   | Döntő | Helyezés |
| Versenyző     | Versenyszám  | Idő      | Hely.    | Idő        | Hely.      | Típus    | Idő      | Hely.    | Típus | Idő     | Hely. | Helyezés |
| ------------- | ------------ | -------- | -------- | ---------- | ---------- | -------- | -------- | -------- | ----- | ------- | ----- | -------- |
| Wang Ming-Hui | Egypárevezős | 7:46,83  | 4.       | 7:17,08    | 5.         | C/D      | 7:23,75  | 5.       | D     | 7:16,28 | 5.    | 23.      |

## Íjászat
Férfi
| Versenyző                                   | Versenyszám | Selejtező | Selejtező | 64-es főtábla                          | 32-es főtábla                               | Nyolcaddöntő                                                                          | Negyeddöntő                                                                         | Elődöntő          | Döntő             | Helyezés |
| Versenyző                                   | Versenyszám | Pont      | Kiemelt   | Ellenfél Eredmény                      | Ellenfél Eredmény                           | Ellenfél Eredmény                                                                     | Ellenfél Eredmény                                                                   | Ellenfél Eredmény | Ellenfél Eredmény | Helyezés |
| ------------------------------------------- | ----------- | --------- | --------- | -------------------------------------- | ------------------------------------------- | ------------------------------------------------------------------------------------- | ----------------------------------------------------------------------------------- | ----------------- | ----------------- | -------- |
| Wang Cheng-Pang                             | Egyéni      | 667       | 11.       | Tasi Peldzsor (BHU) (54.) · 110-100    | Morija Rjúicsi (JPN) (22.) · 109-114        | kiesett                                                                               | kiesett                                                                             | kiesett           | kiesett           | 22.**    |
| Kuo Cheng-Wei                               | Egyéni      | 659       | 29.       | Mark Javier (PHI) (36.) · 106-102      | Pak Kjongmo (KOR) (40.) · 110-111           | kiesett                                                                               | kiesett                                                                             | kiesett           | kiesett           | 19.**    |
| Chen Szu-Yuan                               | Egyéni      | 654       | 38.       | Muhammad Marbawi (MAS) (27.) · 107-106 | Balzsinyima Cirempilov (RUS) (6.) · 101-109 | kiesett                                                                               | kiesett                                                                             | kiesett           | kiesett           | 31.*     |
| Chen Szu-Yuan Kuo Cheng-Wei Wang Cheng-Pang | Csapat      | 1980      | 7.        |                                        |                                             | Egyesült Államok (USA) · Brady Ellison · Butch Johnson · Vic Wunderle (10.) · 222-218 | Ukrajna (UKR) · Markijan Ivasko · Viktor Ruban · Olekszandr Szergyuk (2.) · 211-214 | kiesett           | kiesett           | 7.       |

Női
| Versenyző                          | Versenyszám | Selejtező | Selejtező | 64-es főtábla                         | 32-es főtábla                           | Nyolcaddöntő                                                                      | Negyeddöntő       | Elődöntő          | Döntő             | Helyezés |
| Versenyző                          | Versenyszám | Pont      | Kiemelt   | Ellenfél Eredmény                     | Ellenfél Eredmény                       | Ellenfél Eredmény                                                                 | Ellenfél Eredmény | Ellenfél Eredmény | Ellenfél Eredmény | Helyezés |
| ---------------------------------- | ----------- | --------- | --------- | ------------------------------------- | --------------------------------------- | --------------------------------------------------------------------------------- | ----------------- | ----------------- | ----------------- | -------- |
| Wu Hui-Ju                          | Egyéni      | 634       | 29.       | Leidys Brito (VEN) (36.) · 98-104     | kiesett                                 | kiesett                                                                           | kiesett           | kiesett           | kiesett           | 57.*     |
| Wei Pi-Hsiu                        | Egyéni      | 585       | 58.       | Alison Williamson (GBR) (7.) · 99-108 | kiesett                                 | kiesett                                                                           | kiesett           | kiesett           | kiesett           | 56.      |
| Yuan Shu-Chi                       | Egyéni      | 652       | 6.        | Lexie Feeney (AUS) (59.) · 104-101    | Csang Csüan-csüan (CHN) (27.) · 105-110 | kiesett                                                                           | kiesett           | kiesett           | kiesett           | 23.**    |
| Wei Pi-Hsiu Wu Hui-Ju Yuan Shu-Chi | Csapat      | 1871      | 8.        |                                       |                                         | Olaszország (ITA) · Pia Lionetti · Elena Tonetta · Natalia Valeeva (9.) · 211-215 | kiesett           | kiesett           | kiesett           | 9.       |

* - egy másik versenyzővel azonos eredményt ért el

** - két másik versenyzővel azonos eredményt ért el

## Kerékpározás

### Pálya-kerékpározás
Pontversenyek
| Név           | Versenyszám       | Pont          | Helyezés      |
| ------------- | ----------------- | ------------- | ------------- |
| Feng Chun-Kai | Férfi pontverseny | nem ért célba | nem ért célba |

## Softball
- Chen Miao-Yi
- Chiang Hui-Chuan
- Chueh Ming-Hui
- Hsu Hsiu-Ling
- Huang Hui-Wen
- Lai Meng-Ting
- Lai Sheng-Jung
- Li Chiu-Ching
- Lin Su-Hua
- Lo Hsiao-Ting
- Lu Hsueh-Mei
- Pan Tzu-Hui
- Tung Yun-Chi
- Wen Li-Hsiu
- Wu Chia-Yen

### Eredmények
Csoportkör
| Csapat           | M | Gy | V | P+ | P– | Pk  |
| ---------------- | - | -- | - | -- | -- | --- |
| Egyesült Államok | 7 | 7  | 0 | 53 | 1  | +52 |
| Japán            | 7 | 6  | 1 | 23 | 13 | +10 |
| Ausztrália       | 7 | 5  | 2 | 30 | 11 | +19 |
| Kanada           | 7 | 3  | 4 | 17 | 23 | –6  |
| Tajvan           | 7 | 2  | 5 | 10 | 23 | –13 |
| Kína             | 7 | 2  | 5 | 19 | 21 | –2  |
| Venezuela        | 7 | 2  | 5 | 15 | 35 | –20 |
| Hollandia        | 7 | 1  | 6 | 8  | 48 | –40 |

| 2008. augusztus 12. 9:30 |  | Tajvan (TPE) | 1–6 | Kanada |  |  |
| 2008. augusztus 12. 9:30 |  |              |     |        |  |  |

| 2008. augusztus 13. 17:00 |  | Tajvan (TPE) | 1–2 | Japán |  |  |
| 2008. augusztus 13. 17:00 |  |              |     |       |  |  |

| 2008. augusztus 14. 20:30 |  | Tajvan (TPE) | 3–0 | Venezuela |  |  |
| 2008. augusztus 14. 20:30 |  |              |     |           |  |  |

| 2008. augusztus 15. 17:00 |  | Tajvan (TPE) | 1–3 | Ausztrália |  |  |
| 2008. augusztus 15. 17:00 |  |              |     |            |  |  |

| 2008. augusztus 16. 12:00 |  | Egyesült Államok (USA) | 7–0 | Tajvan |  |  |
| 2008. augusztus 16. 12:00 |  |                        |     |        |  |  |

| 2008. augusztus 17. 9:30 |  | Kína (CHN) | 1–2 | Tajvan |  |  |
| 2008. augusztus 17. 9:30 |  |            |     |        |  |  |

| 2008. augusztus 18. 9:30 |  | Hollandia (NED) | 4–2 | Tajvan |  |  |
| 2008. augusztus 18. 9:30 |  |                 |     |        |  |  |

| Csapat | Helyezés |
| ------ | -------- |
| Tajvan | 5.       |

## Sportlövészet
Női
| Versenyző     | Versenyszám   | Selejtező | Selejtező | Döntő   | Döntő    |
| Versenyző     | Versenyszám   | Pont      | Helyezés  | Pont    | Helyezés |
| ------------- | ------------- | --------- | --------- | ------- | -------- |
| Huang Yi-Ling | Légpisztoly   | 379       | 22.       | kiesett | kiesett  |
| Huang Yi-Ling | Sportpisztoly | 563       | 39.       | kiesett | kiesett  |

## Súlyemelés
Férfi
| Versenyző         | Versenyszám | Szakítás | Szakítás | Lökés    | Lökés    | Összesen | Helyezés |
| Versenyző         | Versenyszám | Eredmény | Helyezés | Eredmény | Helyezés | Összesen | Helyezés |
| ----------------- | ----------- | -------- | -------- | -------- | -------- | -------- | -------- |
| Yang Chin-Yi      | 56 kg       | 128,0    | 4.*      | 157,0    | 4.       | 285,0    | 4.       |
| Wang Shin-Yuan    | 56 kg       | 115,0    | 11.      | 150,0    | 7.       | 265,0    | 7.       |
| Yang Sheng-Hsiung | 62 kg       | 130,0    | 9.*      | 157,0    | 9.       | 287,0    | 9.       |

Női
| Versenyző     | Versenyszám | Szakítás | Szakítás | Lökés    | Lökés    | Összesen | Helyezés |
| Versenyző     | Versenyszám | Eredmény | Helyezés | Eredmény | Helyezés | Összesen | Helyezés |
| ------------- | ----------- | -------- | -------- | -------- | -------- | -------- | -------- |
| Chen Wei-Ling | 48 kg       | 84,0     | 3.       | 112,0    | 2.       | 196,0    |          |
| Lu Ying-Chi   | 63 kg       | 104,0    | 3.       | 127,0    | 3.*      | 231,0    |          |

* - egy másik versenyzővel azonos eredményt ért el

## Taekwondo
Férfi
| Versenyző   | Versenyszám | Nyolcaddöntő                | Negyeddöntő                | Elődöntő                  | Vigaszág elődöntő         | Bronz- mérkőzés                 | Döntő             | Helyezés |
| Versenyző   | Versenyszám | Ellenfél Eredmény           | Ellenfél Eredmény          | Ellenfél Eredmény         | Ellenfél Eredmény         | Ellenfél Eredmény               | Ellenfél Eredmény | Helyezés |
| ----------- | ----------- | --------------------------- | -------------------------- | ------------------------- | ------------------------- | ------------------------------- | ----------------- | -------- |
| Chu Mu-Yen  | Légsúly     | Dickson Wamwiri (KEN) · 7-0 | Yulis Mercedes (DOM) · 2-3 |                           | Pedro Póvoa (POR) · 1- -1 | Chutchawal Khawlaor (THA) · 4-2 |                   |          |
| Sung Yu-Chi | Pehelysúly  | Logan Campbell (NZL) · 4-0  | Dmitry Kim (UZB) · 3-2     | Szon Thedzsin (KOR) · 6-7 |                           | Daniel Manz (GER) · 4-3         |                   |          |

Női
| Versenyző     | Versenyszám | Nyolcaddöntő              | Negyeddöntő             | Elődöntő                | Vigaszág elődöntő        | Bronz- mérkőzés               | Döntő             | Helyezés |
| Versenyző     | Versenyszám | Ellenfél Eredmény         | Ellenfél Eredmény       | Ellenfél Eredmény       | Ellenfél Eredmény        | Ellenfél Eredmény             | Ellenfél Eredmény | Helyezés |
| ------------- | ----------- | ------------------------- | ----------------------- | ----------------------- | ------------------------ | ----------------------------- | ----------------- | -------- |
| Yang Shu-Chun | Légsúly     | Gladys Mora (COL) · 0- -1 | Szárá Fekri (IRI) · 2-0 | Vu Csing-jü (CHN) · 1-4 |                          | Daynellis Montejo (CUB) · 2-3 |                   | 5.       |
| Su Li-Wen     | Pehelysúly  | Im Szudzsong (KOR) · 0-1  |                         |                         | Robin Cheong (NZL) · 1-0 | Martina Zubčić (CRO) · 4-5    |                   | 5.       |

## Tenisz
Férfi
| Versenyző    | Versenyszám | 64-es főtábla                | 32-es főtábla                    | Nyolcaddöntő                   | Negyeddöntő       | Elődöntő          | Bronz- mérkőzés   | Döntő             | Helyezés |
| Versenyző    | Versenyszám | Ellenfél Eredmény            | Ellenfél Eredmény                | Ellenfél Eredmény              | Ellenfél Eredmény | Ellenfél Eredmény | Ellenfél Eredmény | Ellenfél Eredmény | Helyezés |
| ------------ | ----------- | ---------------------------- | -------------------------------- | ------------------------------ | ----------------- | ----------------- | ----------------- | ----------------- | -------- |
| Lu Jen-hszun | Egyes       | Andy Murray (GBR) · 7-6, 6-4 | Agustín Calleri (ARG) · 6-4, 6-4 | Jürgen Melzer (AUT) · 2-6, 4-6 | kiesett           | kiesett           | kiesett           | kiesett           | 9.       |

Női
| Versenyző                        | Versenyszám | 64-es főtábla                        | 32-es főtábla                                                         | Nyolcaddöntő                                                              | Negyeddöntő       | Elődöntő          | Bronz- mérkőzés   | Döntő             | Helyezés |
| Versenyző                        | Versenyszám | Ellenfél Eredmény                    | Ellenfél Eredmény                                                     | Ellenfél Eredmény                                                         | Ellenfél Eredmény | Ellenfél Eredmény | Ellenfél Eredmény | Ellenfél Eredmény | Helyezés |
| -------------------------------- | ----------- | ------------------------------------ | --------------------------------------------------------------------- | ------------------------------------------------------------------------- | ----------------- | ----------------- | ----------------- | ----------------- | -------- |
| Csan Jung-zsan                   | Egyes       | Agnieszka Radwańska (POL) · 1-6, 6-7 | kiesett                                                               | kiesett                                                                   | kiesett           | kiesett           | kiesett           | kiesett           | 33.      |
| Csan Jung-zsan Csuang Csia-zsung | Páros       |                                      | Franciaország (FRA) · Alizé Cornet · Virginie Razzano · 7-6, 6-7, 7-5 | Olaszország (ITA) · Flavia Pennetta · Francesca Schiavone · 6-7, 6-1, 6-8 | kiesett           | kiesett           | kiesett           | kiesett           | 9.       |

## Tollaslabda
| Versenyző                     | Versenyszám | Selejtező                         | 32-es főtábla                                | Nyolcaddöntő                                                                   | Negyeddöntő                                          | Elődöntő          | Bronz- mérkőzés   | Döntő             | Helyezés |
| Versenyző                     | Versenyszám | Ellenfél Eredmény                 | Ellenfél Eredmény                            | Ellenfél Eredmény                                                              | Ellenfél Eredmény                                    | Ellenfél Eredmény | Ellenfél Eredmény | Ellenfél Eredmény | Helyezés |
| ----------------------------- | ----------- | --------------------------------- | -------------------------------------------- | ------------------------------------------------------------------------------ | ---------------------------------------------------- | ----------------- | ----------------- | ----------------- | -------- |
| Hsien Yu-Hsing                | Férfi egyes | Káve Mehrábi (IRI) · 21-16, 21-12 | Nguyễn Tien Minh (VIE) · 21-16, 15-21, 21-15 | Wong Choong Hann (MAS) · 14-21, 21-17, 21-18                                   | Csen Csin (CHN) · 8-21, 14-21                        | kiesett           | kiesett           | kiesett           | 5.       |
| Cheng Shao-Chieh              | Női egyes   |                                   | Hszie Hszing-fang (CHN) · 1-21, 9-21         | kiesett                                                                        | kiesett                                              | kiesett           | kiesett           | kiesett           | 17.      |
| Cheng Wen-Hsing Chien Yu-Chin | Női páros   |                                   |                                              | Dél-afrikai Köztársaság (RSA) · Chantal Botts · Michelle Edwards · 21-6, 21-12 | Kína (CHN) · Vej Ji-li · Csang Ja-ven · 14-21, 18-21 | kiesett           | kiesett           | kiesett           | 5.       |

## Úszás
Férfi
| Versenyző     | Versenyszám    | Előfutam | Előfutam | Előfutam | Elődöntő | Elődöntő | Elődöntő | Döntő   | Döntő    |
| Versenyző     | Versenyszám    | Idő      | Hely.    | Össz.    | Idő      | Hely.    | Össz.    | Idő     | Helyezés |
| ------------- | -------------- | -------- | -------- | -------- | -------- | -------- | -------- | ------- | -------- |
| Hsu Chi-Chieh | 200 m pillangó | 1:56,59  | 1.       | 16.      | 1:57,48  | 8.       | 16.      | kiesett | kiesett  |
| Wang Wei-Wen  | 200 m mell     | 2:17,20  | 7.       | 49.      | kiesett  | kiesett  | kiesett  | kiesett | kiesett  |

Női
| Versenyző      | Versenyszám    | Előfutam | Előfutam | Előfutam | Elődöntő | Elődöntő | Elődöntő | Döntő   | Döntő    |
| Versenyző      | Versenyszám    | Idő      | Hely.    | Össz.    | Idő      | Hely.    | Össz.    | Idő     | Helyezés |
| -------------- | -------------- | -------- | -------- | -------- | -------- | -------- | -------- | ------- | -------- |
| Yang Chun-Kuei | 200 m gyors    | 2:02,84  | 7.       | 37.      | kiesett  | kiesett  | kiesett  | kiesett | kiesett  |
| Yang Chun-Kuei | 400 m gyors    | 4:24,78  | 8.       | 40.      |          |          |          | kiesett | kiesett  |
| Yang Chun-Kuei | 100 m pillangó | 1:01,60  | 3.       | 43.      | kiesett  | kiesett  | kiesett  | kiesett | kiesett  |
| Yang Chun-Kuei | 200 m pillangó | 2:13,26  | 6.       | 29.      | kiesett  | kiesett  | kiesett  | kiesett | kiesett  |
| Lin Man-Hsu    | 200 m vegyes   | 2:23,29  | 5.       | 36.      | kiesett  | kiesett  | kiesett  | kiesett | kiesett  |
| Nieh Pin-Chieh | 100 m gyors    | 57,28    | 5.       | 43.      | kiesett  | kiesett  | kiesett  | kiesett | kiesett  |

## Vitorlázás
Férfi
| Versenyző | Versenyszám     | Futam | Futam | Futam | Futam | Futam | Futam | Futam | Futam | Futam | Futam | Futam | Pontszám | Helyezés |
| Versenyző | Versenyszám     | 1     | 2     | 3     | 4     | 5     | 6     | 7     | 8     | 9     | 10    | É     | Pontszám | Helyezés |
| --------- | --------------- | ----- | ----- | ----- | ----- | ----- | ----- | ----- | ----- | ----- | ----- | ----- | -------- | -------- |
| Chang Hao | Szörfvitorlázás | 31    | 29    | 31    | 28    | 28    | 20    | 34    | 36    | 24    | 35    | -     | 260      | 31.      |

É - éremfutam